# Sidney Miller
Sidney Álvaro Miller Filho, né le 18 avril 1945 à Rio de Janeiro et mort le 16 juillet 1980 dans la même ville, est un compositeur brésilien.

## Biographie
Sidney Álvaro Miller Filho naît le 18 avril 1945 à Rio de Janeiro.
Il étudie au Colégio Santo Inácio, où il publie ses premiers vers dans le magazine de l'école. À l'âge de 12 ans, il écrit un roman, illustré par lui-même à l'aide de découpages de magazines. Encore enfant, il commence à composer en jouant de la guitare à l'oreille.
Sidney est partagé entre la sociologie, l'économie, la littérature et la guitare. Il préfère se consacrer à la musique lorsque, à l'âge de 18 ans, son talent est reconnu par l'enregistrement de Pede Passagem par Nara Leão.
En 1965, Queixa, une samba composée en partenariat avec Zé Kéti et Paulo Tiago, remporte la quatrième place du premier festival de musique populaire brésilienne sur TV Excelsior (SP), défendu par Ciro Monteiro. C'est le début d'une série de grandes compositions à la beauté mélancolique.
En 1967, lors du IIIe Festival de musique populaire brésilienne sur TV Record (SP), la chanson A estrada e o violeiro, interprétée par Nara Leão et Sidney Miller, remporte le prix du meilleur texte.
Au théâtre, Sidney Miller compose la bande sonore avec Théo de Barros, Caetano Veloso et Gilberto Gil pour la pièce Arena conta Tiradentes (1967), d'Augusto Boal et Gianfrancesco Guarnieri. En 1972, c'est au tour de Por mares nunca dantes navegados, d'Orlando Miranda et, en 1974, de A torre em concurso, de Joaquim Manuel de Macedo.
En 1968, lors du premier festival de Juiz de Fora (MG), la chanson Sem assunto, interprétée par Cynara et Cybele, obtient la première place. La même année, il publie le roman João e o pó.
Dans le domaine de la production, il organise le spectacle Yes, nous avons Braguinha (1968) au théâtre Casa Grande (RJ) avec Paulo Afonso Grisolli, en hommage au compositeur João de Barro. Toujours avec Grisolli, il relance la chanteuse Marlene dans le spectacle Carnavália.
En 1969, il produit et arrange l'album Coisas do Mundo de Nara Leão. Toujours en 1969, aux côtés de Paulo Afonso Grisolli, Tite de Lemos, Luís Carlos Maciel, Sueli Costa, Marcos Flaksmann et Marlene, il organise le spectacle Alice no País do Divino Maravilhoso.
Au cinéma, il compose la bande originale de Os Senhores da Terra (1970), du cinéaste Paulo Thiago, un ami et partenaire inséparable ; Vida de Artista (1971) et Ovelha Negra (1974), tous deux réalisés par Haroldo Barbosa.
Sidney Miller enregistre trois albums : Sidney Miller, en 1967 ; Brasil, do guarani ao guaraná, en 1968, dans lequel des artistes tels que Paulinho da Viola, Gal Costa, Nara Leão, MPB4, Gracinha Leporace et Jards Macalé font des apparitions spéciales ; et Línguas de fogo, en 1974.
Un grand nombre de ses compositions sont enregistrées sur des disques par d'autres artistes, tels que Nara Leão, Quarteto em Cy, MPB-4, Luiz Eça, Dóris Monteiro, Paulinho da Viola, Luli e Lucina et Joyce.
Bien qu'éloigné du circuit commercial, il prévoit d'enregistrer un disque indépendant intitulé Longo Circuito.
Au début de l'année 1980, Sidney Miller prépare un concert avec le guitariste Maurício Tapajós. Il enregistre une cassette avec cinq des nouvelles chansons et la donne à Miltinho, de MPB-4, qui l'écoute et la conserve.
Le 16 juillet 1980 il est retrouvé sans vie dans son appartement du quartier de Laranjeiras, à Rio.

## Postérité
Peu après sa mort prématurée, la Sala Funarte Sidney Miller a été baptisée en son honneur. Sidney Miller travaillait au département des projets spéciaux de Funarte.
La même année, il reçoit un autre hommage de Funarte, le LP Sidney Miller, qui comprend des compositions de l'artiste honoré enregistrées par Alaíde Costa, Zé Luís Mazziotti et Zezé Gonzaga.
En 2012, Sidney Miller a été honoré dans le cadre de la série Grandes Discos de l'Institut Moreira Salles, lorsque le répertoire de son premier disque a été interprété lors d'un concert donné par Joyce Moreno et Alfredo Del-Penho.
En 2017, son œuvre a été revisitée dans le spectacle Deixa a dor por minha conta, basé sur les 70 compositions qu'il a laissées derrière lui. Écrit par le journaliste et chercheur Hugo Sukman et l'acteur et dramaturge Marcos França, le spectacle a été créé au Sesc Copacabana.